# 磯部町坂崎
磯部町坂崎（いそべちょうさかざき）は三重県志摩市の地名。志摩スペイン村（パルケエスパーニャ）の所在地。

## 地理
志摩市中部、磯部地域の南部に位置する。北側は伊雑ノ浦に面し、磯部町飯浜と向かい合う。東側をパールロードが縦貫し、北側を三重県道61号磯部大王線が横断する。雑木林に覆われた台地と谷間の水田を特徴とする景観が広がる。
志摩スペイン村周辺を除き、志摩市都市計画区域に含まれるが、ハザードマップによれば坂崎集落のほぼ全域が津波による浸水の想定区域に含まれ、海抜11.1mの坂崎区民センターが志摩市の指定避難所となっている。

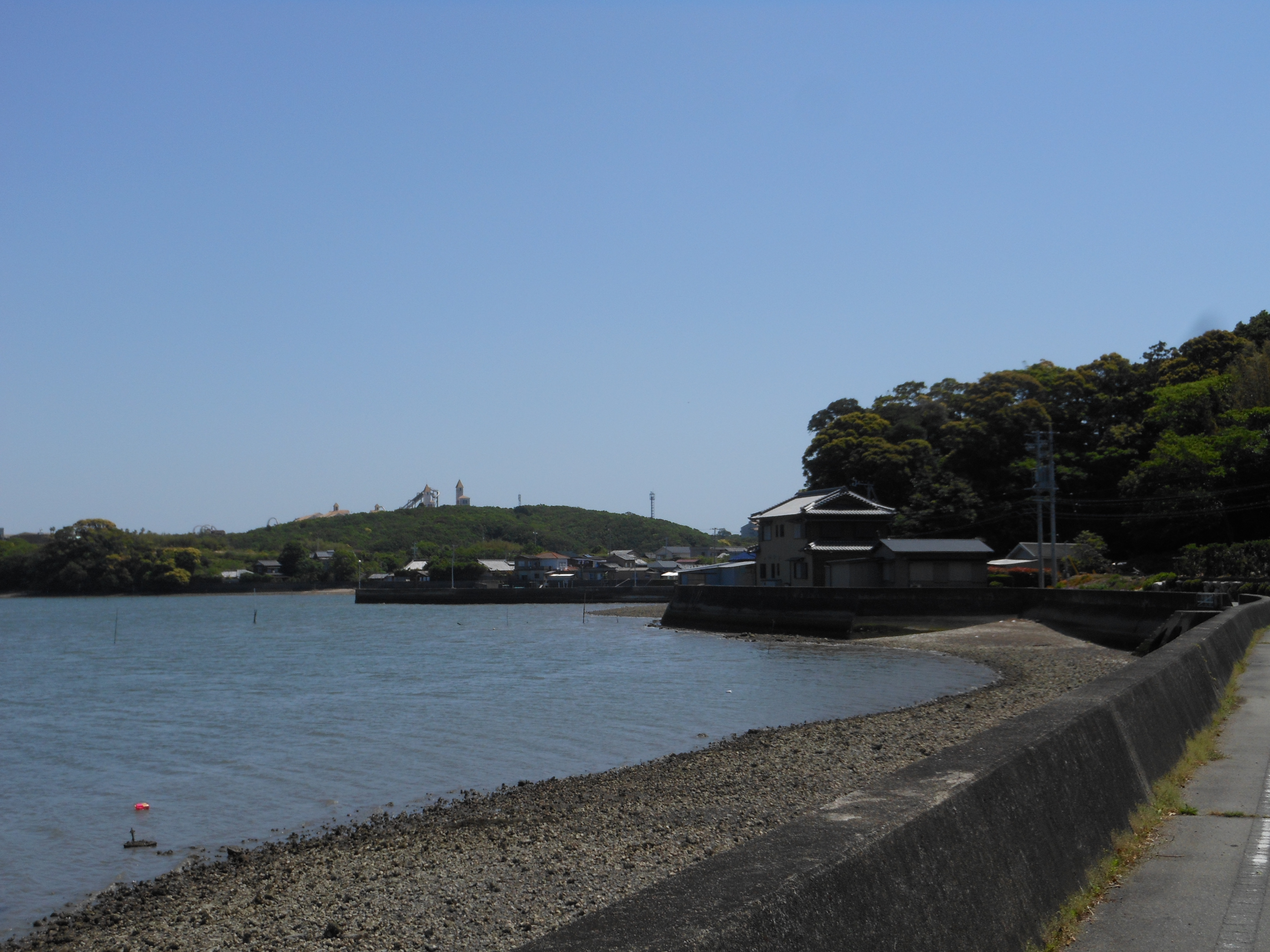
坂崎集落と伊雑ノ浦
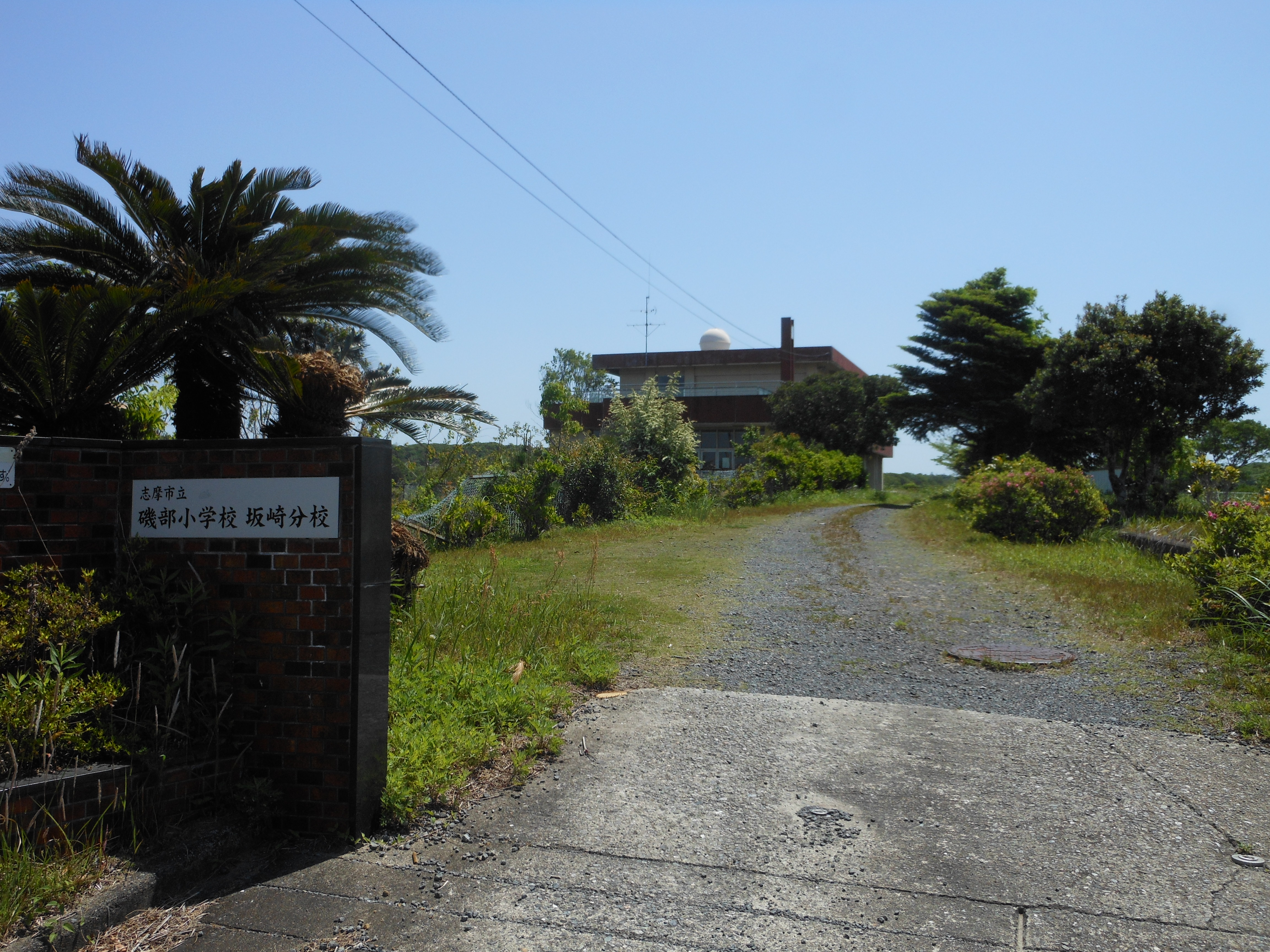
旧・坂崎分校

1960年代の住民の姓は下村と岡野が多く、次いで坂本、小海途（こがいと）、広村、浜口が多い。現今の坂崎集落は1つにまとまっているが、往古の時代にはホンデ・ナカドト・ミドヤマ・ミドノオリの4か所に分かれており、これに対応して1月5日に行われる神祭りの際には、北の座に広村・岡野・長井・西浜の各氏、南の座に下村氏、中の座の一方に北野氏と小海途氏、中の座のもう一方に下司氏が着座するという風習があった。この4か所に分かれて座る人々の姓を四門と総称し、猿女神楽に縁のある楽神の末裔で楽人の集団であったと伝承されている。
東は磯部町三ヶ所、南は阿児町国府・阿児町鵜方、西は磯部町穴川と接する。
- 川 - アブミ川、日出川
- 山 - 馬ヶ背山[3]、下司山[4]

## 歴史
志摩市磯部地域では、各地で考古遺跡が発見されているが、坂崎では住民が土取りの最中に土器や貝塚を発見したと伝えられるのみで専門家が確認できたものはない。平安時代の永承5年2月7日（ユリウス暦：1050年3月2日）に荒木田氏が「志摩国答志郡坂崎東地并塩浜」を伊勢神宮へ寄進したという記録がある。これより以前は磯部松春の所領であったが、ある時に四位大夫に売却され、大夫の子孫から荒木田氏貞が長保4年（1002年）に買収、皇大神宮（内宮）を司る荒木田氏へ寄進され、伊勢神宮の経済下に入ったという。寄進された塩田は3町（≒2.98 ha）に及び、小字城山・あぶみからは製塩用の土鍋や土師器片が出土している。
続いて久安3年8月6日（ユリウス暦：1147年9月2日）には坂崎御厨検校の正元が畑地7反（≒69.4 a）分の地子物を6年にわたって押領したとして、坂崎東地定使の遠次と相論となったことが皇太神宮庁宣として残っている。また建久3年（1192年）の「皇太神宮年中行事」に魚介を献進する地域の1つとして坂崎が挙げられ、『神鳳鈔』にも坂崎が御厨である旨の記述がある。坂崎には城山という地名が残っており、中世に砦があったと伝えられる。
江戸時代には志摩国答志郡磯部組に属し、坂崎村として鳥羽藩の配下にあった。磯部組ではあったが、伊雑宮御田植祭の奉仕区である磯部九郷には含まれていなかった。江戸時代を通して村高は403石余であった。鳥打網を13張所有しており、10月から翌1月まで伊雑ノ浦を越えてきた水鳥を捕獲し、御用の際には上納していた。この頃、鵜方村（現・志摩市阿児町鵜方）で使われる肥料は「鵜方荷」と呼ばれ、その多くは坂崎村で荷揚げされた。安政3年（1856年）と1890年（明治23年）に住民が海を埋め立て4町3反（≒4.26 ha）の坂崎新田を造成した。幕末には海防のため城山に砲台が設置された。
1889年（明治22年）、町村制の施行により答志郡磯部村が発足、その1大字となり、1955年（昭和30年）に磯部町となり、さらに2004年（平成16年）に合併して志摩市になった。1950年（昭和25年）12月11日、坂崎簡易郵便局が開局する。1993年（平成5年）、周辺保育所を統合して磯部町立ひのでが丘保育所（現・志摩市立ひのでが丘保育所）が開所した。
1994年（平成6年）4月22日、志摩スペイン村が開業した。開業1年目の入場者数は4,265,500人を達成し、東京ディズニーランドに次ぐ日本で第2位のテーマパークに躍り出たが、年々入場者数は減少、2000年（平成12年）度には200万人を割り込んだ。さらに2001年（平成13年）にはユニバーサルスタジオジャパンが開業したことで差別化を図ることが求められ、「ひまわりの湯」を開業、2002年（平成14年）に「入場者数が120万人程度になっても黒字が出る体質とする」という方針が打ち出され、2004年（平成16年）度に開業初年度以来2度目となる黒字を記録した。

### 地名の由来
諸説ある。
1. 猿田彦神社・伊雑宮・佐美長神社にサカキ（榊）を献じてきたことから、「榊崎」と呼ばれたことに由来する[6]。
2. 答志郡と英虞郡の境にある崖を意味する「サカイダキ」に由来する[WEB 9]。

## 世帯数と人口
2019年（令和元年）7月31日現在の世帯数と人口は以下の通りである。
| 町丁       | 世帯数  | 人口  |
| ---------- | ------- | ----- |
| 磯部町坂崎 | 179世帯 | 333人 |

### 人口の変遷
1746年以降の人口の推移。2005年以後は国勢調査による推移。
| 1746年（延享3年）  | 245人 | [ 13 ] [ 3 ] |  |
| 1880年（明治13年） | 312人 | [ 3 ]        |  |
| 1889年（明治22年） | 485人 | [ 13 ]       |  |
| 1960年（昭和35年） | 694人 | [ 9 ]        |  |
| 1990年（平成2年）  | 458人 | [ WEB 10 ]   |  |
| 1995年（平成7年）  | 579人 | [ WEB 11 ]   |  |
| 2000年（平成12年） | 508人 | [ WEB 12 ]   |  |
| 2005年（平成17年） | 440人 | [ WEB 13 ]   |  |
| 2010年（平成22年） | 370人 | [ WEB 14 ]   |  |
| 2015年（平成27年） | 325人 | [ WEB 15 ]   |  |

### 世帯数の変遷
1746年以降の世帯数の推移。2005年以後は国勢調査による推移。
| 1746年（延享3年）  | 57戸    | [ 13 ] [ 3 ] |  |
| 1880年（明治13年） | 57戸    | [ 3 ]        |  |
| 1889年（明治22年） | 60戸    | [ 13 ]       |  |
| 1960年（昭和35年） | 116世帯 | [ 9 ]        |  |
| 1990年（平成2年）  | 136世帯 | [ WEB 10 ]   |  |
| 1995年（平成7年）  | 278世帯 | [ WEB 11 ]   |  |
| 2000年（平成12年） | 212世帯 | [ WEB 12 ]   |  |
| 2005年（平成17年） | 177世帯 | [ WEB 13 ]   |  |
| 2010年（平成22年） | 170世帯 | [ WEB 14 ]   |  |
| 2015年（平成27年） | 162世帯 | [ WEB 15 ]   |  |

## 学区
市立小・中学校に通う場合、学区は以下の通りとなる。
| 番・番地等 | 小学校             | 中学校             |
| ---------- | ------------------ | ------------------ |
| 全域       | 志摩市立磯部小学校 | 志摩市立磯部中学校 |

## 経済
2015年（平成27年）の国勢調査による15歳以上の就業者数は171人で、産業別では多い順に生活関連サービス業・娯楽業（29人・17.0%）、建設業（27人・15.8%）、卸売業・小売業（23人・13.5%）、医療・福祉（16人・9.4%）、宿泊業・飲食サービス業（15人・8.8%）となっている。2014年（平成26年）の経済センサスによると、磯部町坂崎の全事業所数は27事業所、従業者数は982人である。具体的には建設業が7、卸売業・小売業が5、生活関連サービス業・娯楽業が3、宿泊業・飲食サービス業が4、医療・福祉が2、林業、電気機械器具製造業、技術サービス業が各1事業所。全27事業所のうち12事業所が従業員4人以下の小規模事業所であるが、雇用人員は30人以上の3事業所がほとんどを占める。

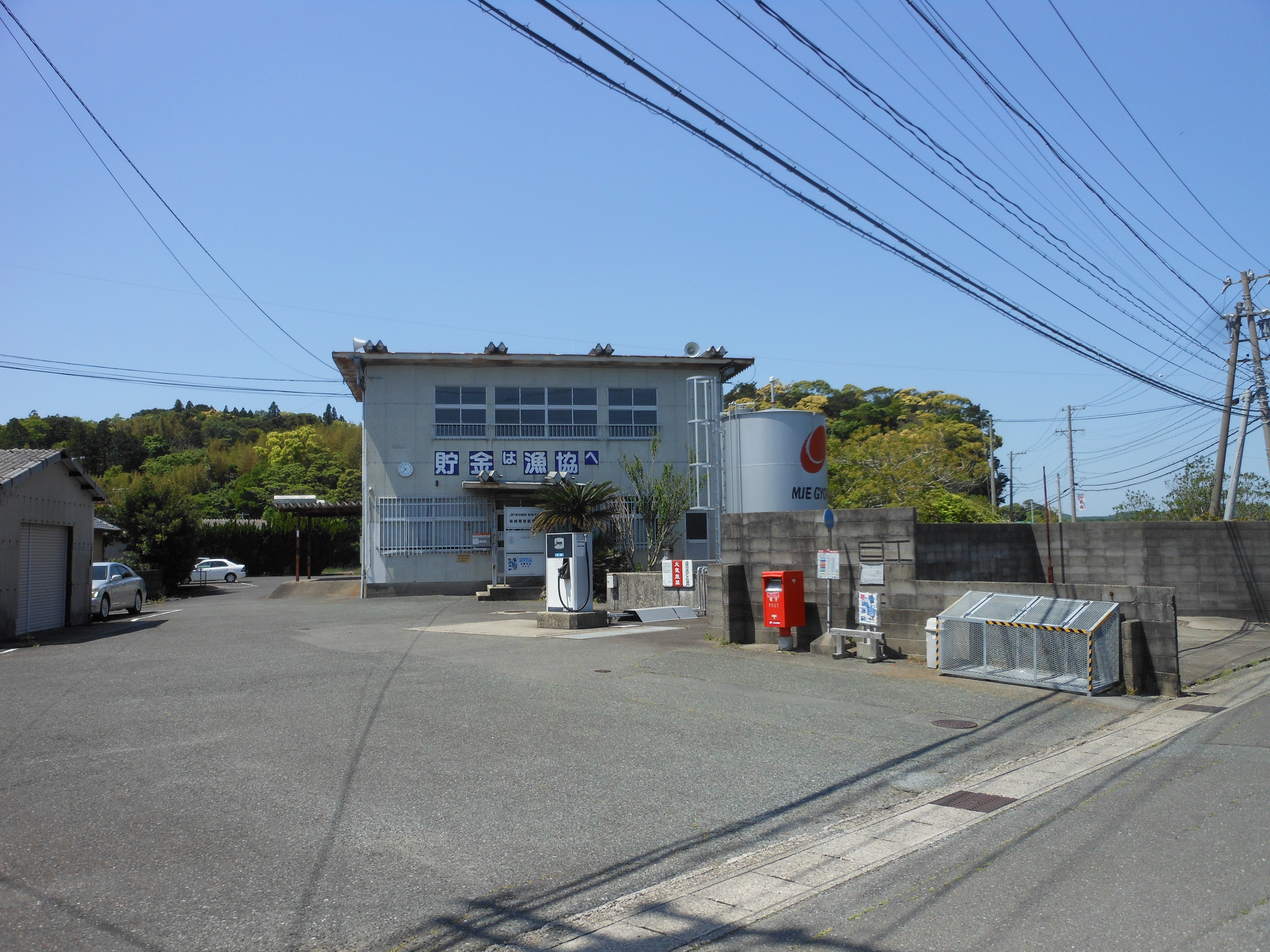
旧・鳥羽磯部漁業協同組合坂崎支所（坂崎簡易郵便局）

坂崎は半農半漁の地域である。2015年（平成27年）の農林業センサスによると農林業経営体数は13経営体（うち農業と林業の兼業が2経営体）、農家数は23戸（うち販売農家は13戸）、耕地面積は田が33 ha、畑が3 ha、樹園地が1 haである。2013年（平成25年）の漁業センサスによると漁業経営体数は7経営体で、うちノリ養殖が5経営体、カキ養殖が2経営体である。漁船数は11隻（無動力船が2隻、船外機付船が9隻）で、漁業就業者は11人である。磯部町坂崎には坂崎漁業協同組合が存在したが、2002年（平成14年）10月1日に統合して鳥羽磯部漁業協同組合となり、坂崎支所として存続していたが、2011年（平成23年）3月31日に事務所を閉鎖し三ヶ所支所に統合された。
上述の通り、坂崎は鳥羽磯部漁協の管轄地域であるが、三重外湾漁業協同組合の移動販売車「朝獲れ鮮魚便」の巡回地に含まれている。

## 寺社と文化

### 宇氣比神社
坂崎の鎮守は小字水谷にある宇氣比神社で、江戸時代には八王子社と称した。江戸時代には若宮社、土宮神社、八雲神社、八幡社、弁財天社もあったが、1908年（明治41年）に宇氣比神社へ合祀された。旧磯部村内の産土神の中で唯一、坂崎のみ磯部神社に合祀されずに残ったため、多くの祭事や神事が継続されている。
祭礼に使う忌火はもみすり発火（溝を付けたヒノキの板に堅木の錐を2人がかりでもみ、その摩擦によって火を起こす方法）によって起こし、各家庭ではこの忌火を神棚に供える。もみすり発火は原初的な発火方法で、伊勢神宮で行われているロクロ錐による発火方法よりも古いものである。宇氣比神社の例祭は1月5日で、祷屋制により獅子舞や弓引神事を行う。
江戸時代には1月7日に若者が藁製の棒を荒神に供えた後、御手幣を括り付け、釜の墨を付けてそれを未婚の女性に塗る「山の神祭」、1月20日に「親取り子取り」を行う「フタエトリ」という行事があった。

### 隣江寺
坂崎の寺院は地区の中央にある曹洞宗常安寺末寺の玉樟山隣江寺（磯部町坂崎1192番地）である。隣江寺は寛永8年（1631年）に真翁泰山首座が開基となったと過去帳にあるが、実際にはその数年前には建立されていたと推定される。本尊は大日如来。境内に弥勒堂があるが、鈴木敏雄の調査によれば堂内にあるのは弥勒菩薩ではなく薬師如来であり、鎌倉時代後期の作である。（ただし寺伝では弥勒菩薩とされる。）境内には1999年（平成11年）12月24日に指定された志摩市の天然記念物（指定当時は磯部町）の大樹「隣江寺のイチョウ」と「隣江寺のクスノキ」がある。隣江寺の山号「玉樟山」はこのクスノキに由来する。

## 交通

### 鉄道
磯部町坂崎には鉄道は通っておらず、最寄り駅は近鉄志摩線穴川駅である。ただし、穴川駅から坂崎集落までは2 kmほど離れており、その間路線バスは通じていない。路線バスでつながっている鉄道駅は同線の鵜方駅・賢島駅である。

### 路線バス
2019年（平成31年）現在、磯部町坂崎には三重交通が乗り入れており、坂崎・志摩スペイン村の2つのバス停がある。
- 三重交通（志摩営業所管内）
  - ■58系統 ホテル&リゾーツ伊勢志摩
  - ■58・87系統 鵜方駅前
  - ■87系統 志摩スペイン村
  - ■87系統 賢島駅前

なお、磯部地域予約運行型バス「ハッスル号」うみルートが坂崎を通っているが、バス停はなく通過するのみである。

### 道路
国道167号鵜方磯部バイパス
三重県道16号南勢磯部線と国道260号を結ぶバイパス道路で総延長は7.65 km。2017年（平成29年）12月17日開通。磯部町坂崎 - 阿児町鵜方間は出馬重機、磯部町坂崎 - 磯部町穴川間は山本建材が施工した。
三重県道128号鳥羽阿児線（パールロード）
鳥羽市と志摩市を結ぶ23.8 kmの道路で、坂崎の東部を通る。
- 三重県道61号磯部大王線
- 三重県道129号磯部大王自転車道線
- 志摩市道三ヶ所坂崎線
- 志摩市道坂崎中央本線

## 施設
- 志摩スペイン村
  - パルケエスパーニャ
  - ホテル志摩スペイン村
  - ひまわりの湯
  - シーズンインアミーゴス
- 坂崎区民センター[WEB 7]
- 志摩市立ひのでが丘保育所[WEB 31]
- 株式会社ヤマジ[WEB 32]
- 有限会社谷惣[WEB 33]
- 坂崎簡易郵便局[WEB 34]
- ファミリーマート志摩パールロード店[WEB 35]

## その他

### 日本郵便
- 郵便番号 : 517-0212[WEB 3]（集配局：磯部郵便局[WEB 36]）。

### WEB
1. ↑  “三重県志摩市の町丁・字一覧”.   人口統計ラボ. 2019年8月28日閲覧。
2. 1 2  “志摩市の人口について”.   志摩市 (2019年7月31日). 2019年8月28日閲覧。
3. 1 2  “磯部町坂崎の郵便番号”.  日本郵便. 2019年8月15日閲覧。
4. ↑  “市外局番の一覧”.   総務省. 2019年6月24日閲覧。
5. ↑  “住所コード検索”. 自動車登録関係コード検索システム.  国土交通省. 2019年4月16日閲覧。
6. ↑  “志摩市都市計画図” (PDF).   志摩市. 2019年4月20日閲覧。
7. 1 2  “志摩市防災ハザードマップ 坂崎” (PDF).   志摩市 (2013年3月). 2019年4月20日閲覧。
8. ↑  “志摩スペイン村20周年―1994年4月22日生まれの人に10年分のパスポート”.  伊勢志摩経済新聞 (2014年3月1日). 2019年4月28日閲覧。
9. 1 2  “支所紹介5”. お魚いきいきドットコム.   鳥羽磯部漁業協同組合. 2019年4月28日閲覧。
10. 1 2  “平成2年国勢調査市町村集計結果による三重県市町村町丁・字別人口・世帯数”. みえDataBox.   三重県戦略企画部統計課人口統計班. 2019年4月28日閲覧。
11. 1 2  “平成7年国勢調査 三重県市町村 町丁・字別人口及び世帯数”. みえDataBox.   三重県戦略企画部統計課人口統計班. 2019年4月30日閲覧。
12. 1 2  “小地域集計結果（市町村　町丁・字別人口及び世帯数）/志摩郡、北牟婁郡、南牟婁郡”. みえDataBox.   三重県戦略企画部統計課人口統計班. 2019年4月28日閲覧。
13. 1 2  “平成17年国勢調査の調査結果(e-Stat) - 男女別人口及び世帯数 －町丁・字等”.   総務省統計局 (2014年6月27日). 2019年8月16日閲覧。
14. 1 2  “平成22年国勢調査の調査結果(e-Stat) - 男女別人口及び世帯数 －町丁・字等”.   総務省統計局 (2012年1月20日). 2019年8月16日閲覧。
15. 1 2  “平成27年国勢調査の調査結果(e-Stat) - 男女別人口及び世帯数 －町丁・字等”.   総務省統計局 (2017年1月27日). 2019年8月16日閲覧。
16. ↑  “学校通学区”.   志摩市. 2019年8月28日閲覧。
17. ↑  “第11表 産業（大分類），男女別15歳以上就業者数 －町丁・字等”.  総務省統計局 (2017年5月30日). 2019年4月23日閲覧。
18. 1 2  “平成26年経済センサス-基礎調査 確報集計 町丁・大字別集計 24 三重県（1）”. e-Stat.   総務省統計局 (2017年11月12日). 2019年4月23日閲覧。
19. 1 2  “平成26年経済センサス-基礎調査 確報集計 町丁・大字別集計 24 三重県（2）”. e-Stat.   総務省統計局 (2017年11月12日). 2019年4月23日閲覧。
20. ↑  “1.農林業経営体_調査客体” (XLS). 三重県.  農林水産省大臣官房統計部経営・構造統計課センサス統計室 (2016年12月20日). 2019年4月23日閲覧。
21. ↑  “総農家等_総農家数等” (XLS). 三重県.   農林水産省大臣官房統計部経営・構造統計課センサス統計室 (2016年12月20日). 2019年4月23日閲覧。
22. ↑  “37.地域調査_耕地面積” (XLS). 三重県.   農林水産省大臣官房統計部経営・構造統計課センサス統計室 (2016年12月20日). 2019年4月23日閲覧。
23. 1 2  “漁業センサス 2013年漁業センサス 確報 2013年漁業センサス”. 第4巻海面漁業に関する統計（漁業地区編）第2分冊　関東・東海・近畿.   総務省統計局 (2016年7月14日). 2019年4月23日閲覧。
24. ↑  “漁協合併の経過（県内の沿海地区漁協）”.   三重県農林水産部漁業環境課 (2018年9月3日). 2019年4月28日閲覧。
25. 1 2  “坂崎87[三重交通] [鵜方駅前/賢島駅前方面]”. NAVITIME. 2019年4月28日閲覧。
26. ↑  “三重県志摩市磯部町坂崎のバス停一覧”. NAVITIME. 2019年4月20日閲覧。
27. ↑  “磯部地域予約運行型バス ハッスル号 ルート図 うみルート” (PDF).   志摩市役所政策推進部総合政策課 (2018年9月1日). 2019年4月30日閲覧。
28. 1 2  “県民の命と暮らしを守る三重県の県土づくりに迫る”.   建通新聞 (2016年11月18日). 2019年4月25日閲覧。
29. ↑  “「一般国道167号鵜方磯部バイパス」全区間開通!”. ゲンキ3ネット (2017年12月18日). 2019年4月25日閲覧。
30. ↑  “パールロード”. 伊勢志摩観光ナビ.   伊勢志摩観光コンベンション機構. 2019年4月28日閲覧。
31. ↑  “保育所（園）について”.   志摩市健康福祉部こども家庭課 (2018年4月1日). 2019年4月20日閲覧。
32. ↑  “会社概要”.   株式会社ヤマジ. 2019年4月23日閲覧。
33. ↑  “会社案内”.   有限会社谷惣. 2019年4月20日閲覧。
34. ↑  “坂崎簡易郵便局（三重県）”.   日本郵便. 2019年4月20日閲覧。
35. ↑  “志摩パールロード店”. ファミマップ. 2019年4月20日閲覧。
36. ↑  “郵便番号簿 2018年度版” (PDF).   日本郵便. 2019年6月10日閲覧。